# Geleepalmen
Die Geleepalmen (Butia) sind eine Pflanzengattung in der Familie der Palmengewächse (Arecaceae). Natürliche Vorkommen gibt es in Südamerika, insbesondere in Brasilien, Uruguay, Paraguay und Argentinien.

## Beschreibung
Die Butia-Arten sind kräftige, einzelstämmige Palmen. Sie haben bogig herabhängende Fiederblätter.
Bei den Geleepalmen handelt es sich um eine von wenigen Palmengattungen, deren Vertreter einhäusig getrenntgeschlechtig (monözisch) sind. An einer Palme kommen also sowohl männliche als auch weibliche Blütenstände vor. Die Frucht enthält ein bis drei Samen.

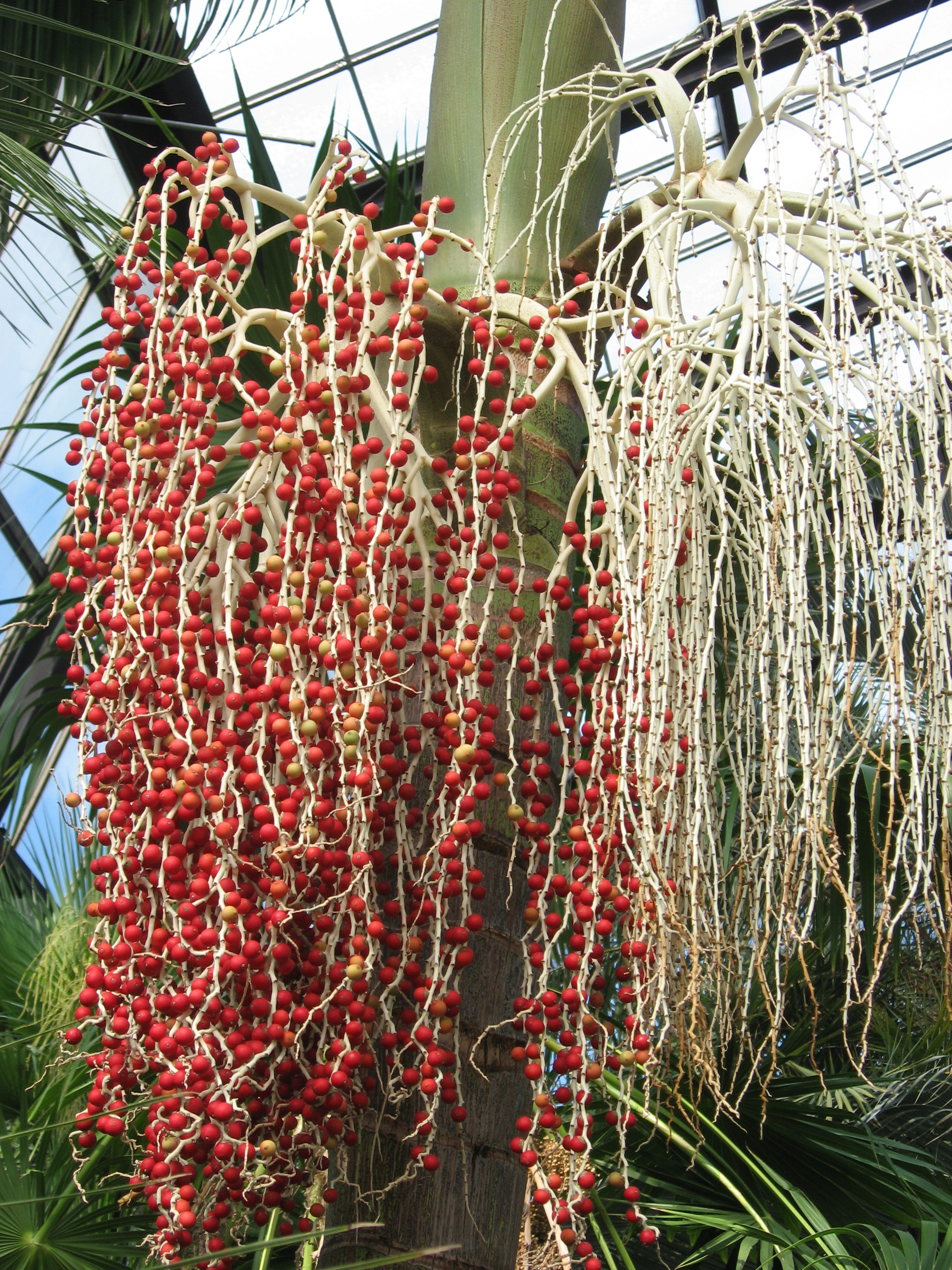
Früchte von Butia paraguayensis

## Nutzung

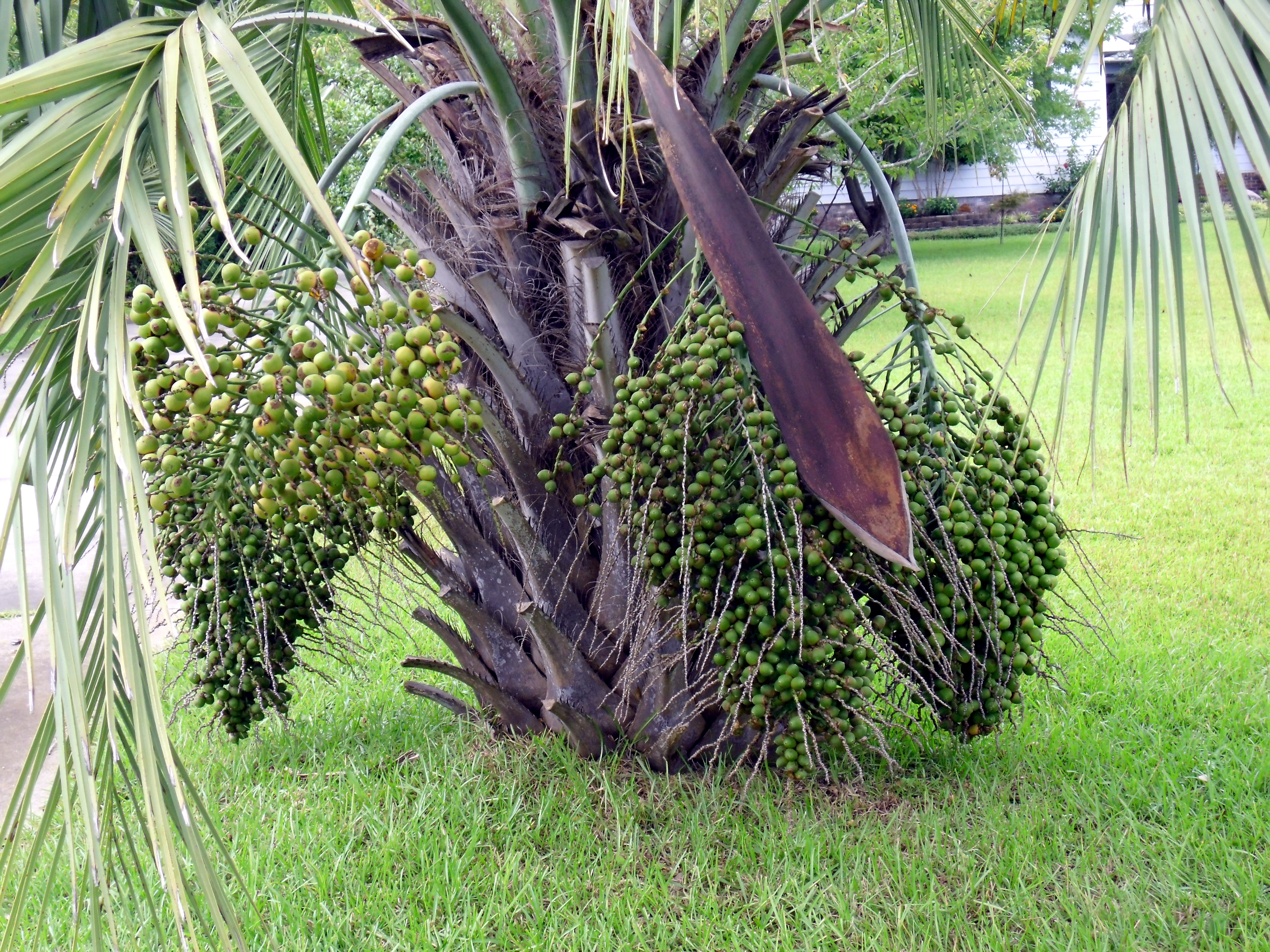
Gewöhnliche Geleepalme (Butia capitata) mit Früchten

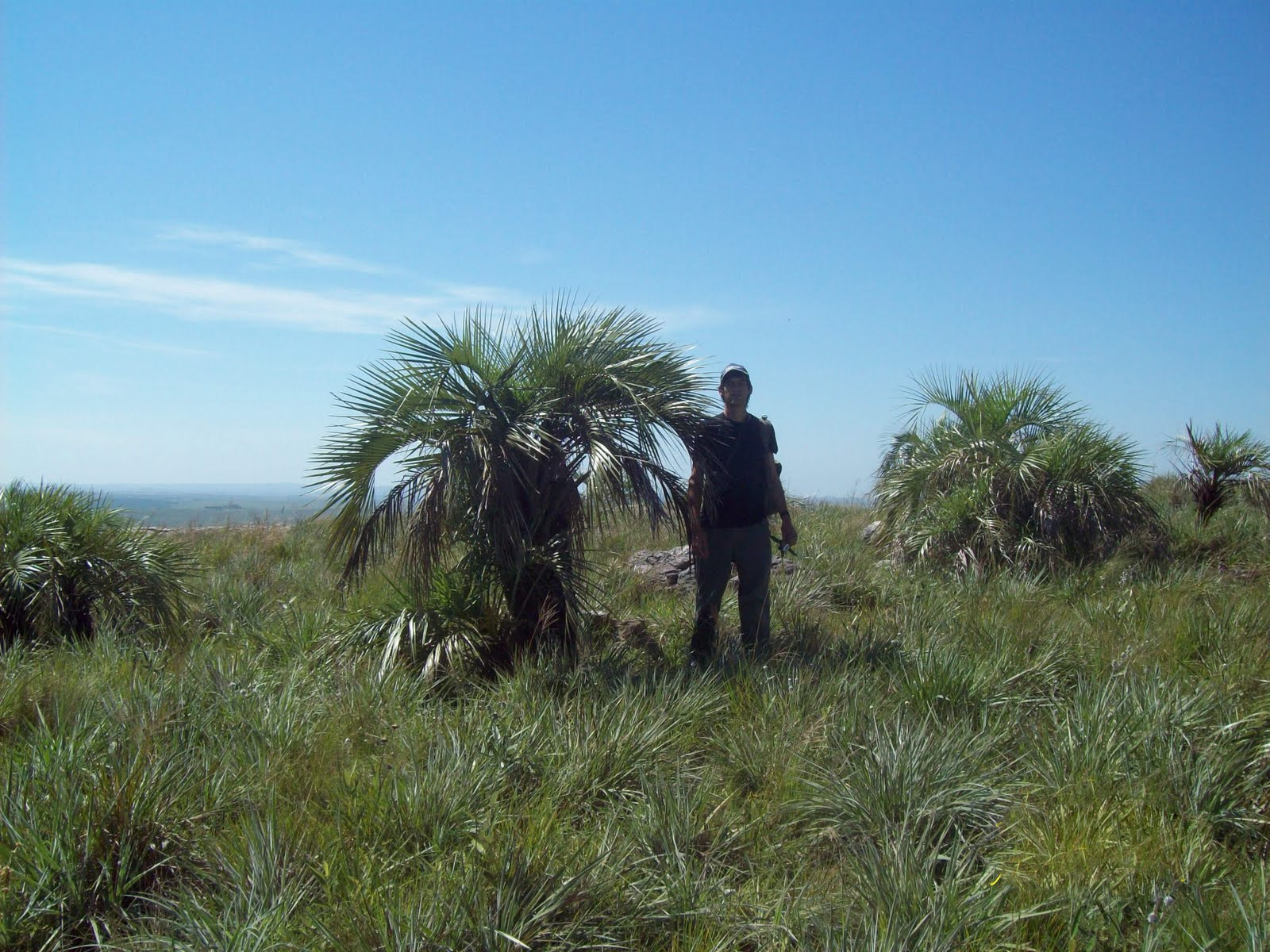
Butia paraguayensis in Uruguay

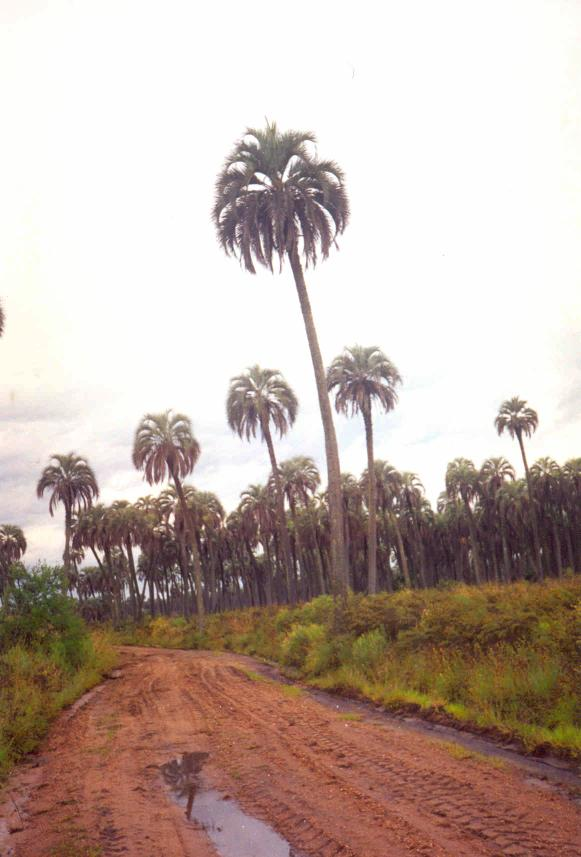
Yatay-Geleepalme (Butia yatay) in Argentinien

In ihren Ursprungsländern wird die Gewöhnliche Geleepalme (Butia capitata) als Nutzpflanze angebaut, da die Pflanzen pflaumengroße Früchte tragen, die sich zum direkten Verzehr sowie zur Herstellung von Gelee und Marmeladen eignen. Der Geschmack weist Ähnlichkeiten zu Pfirsichen und Ananas auf. Die besonders nahrhaften Kerne eignen sich hervorragend zur Produktion von Tierfutter, können aber ebenfalls als Nuss verzehrt werden.  Eine ausgewachsene Pflanze trägt in ihrer natürlichen Umgebung bis zu 100 Kilogramm an Früchten. Da jedoch nur ein sehr geringer Teil der dabei entstehenden Kerne in der Lage ist zu keimen, ist das Tragen einer großen Menge Früchte zur Reproduktion erforderlich. Außerhalb Lateinamerikas sind die Früchte der Geleepalmen jedoch weitgehend unbekannt und kaum erhältlich. Auch in Lateinamerika sind die Früchte kaum erhältlich, da der größte Teil der Produktion der Weiterverarbeitung dient.
Die anderen Arten spielen als Nutzpflanze keine Rolle und werden nur als Zierpflanzen kultiviert.
Die Frostresistenz variiert je nach Pflanze zwischen −8 °C und −12 °C. Einige Geleepalmenarten werden in mitteleuropäischen Gärtnereien vertrieben und können in Regionen der Winterhärtezone 8 oder höher (z. B. im Rheintal oder an der Nordseeküste) ausgepflanzt werden. Zur Regeneration sind Temperaturen über 20 °C notwendig, wodurch ausgepflanzte Geleepalmen in Mitteleuropa sehr langsam wachsen.

## Systematik
Die Gattung Butia (Becc.) Becc. wurde 1916 vom italienischen Botaniker Odoardo Beccari in Agricoltura Coloniale Band 10 Seite 471 aufgestellt. Bereits 1887 hatte er den Namen Butia erstmals als Bezeichnung für eine Untergattung der Gattung Cocos verwendet.
In der Gattung der Geleepalmen (Butia)  werden etwa 20 Arten unterschieden:
- Butia archeri (Glassman) Glassman: Die Heimat ist Brasilien.
- Butia arenicola (Barb.Rodr.) Burret: Sie kommt im südlichen Paraguay vor.[2]
- Butia campicola (Barb.Rodr.) Noblick: Die Heimat ist Mato Grosso do Sul in Brasilien und das östliche Paraguay.
- Gewöhnliche Geleepalme[3] (Butia capitata (Mart.) Becc.): Die Heimat sind die Bundesstaaten Bahia, Goiás und Minas Gerais von Brasilien.
- Butia catarinensis Noblick & Lorenzi: Die Heimat ist das südliche Brasilien.
- Wollige Geleepalme[3] (Butia eriospatha (Mart. ex Drude) Becc.): Die Heimat ist das südliche Brasilien.
- Butia exilata Deble & Marchiori: Die Heimat ist der Bundesstaat Rio Grande do Sul von Brasilien.
- Butia exospadix Noblick: Die Heimat ist das südliche Mato Grosso do Sul von Brasilien und das nordöstliche Paraguay.
- Butia lallemantii Deble & Marchiori: Die Heimat ist Rio Grande do Sul von Brasilien und das nördliche Uruguay.
- Butia lepidotispatha Noblick: Die Heimat ist Mato Grosso do Sul von Brasilien und Paraguay.
- Butia leptospatha (Burret) Noblick: Das Verbreitungsgebiet reicht vom südlichen Mato Grosso do Sul von Brasilien bis zum nordöstlichen Paraguay.
- Butia marmorii Noblick: Die Heimat ist Alto Paraná im nordöstlichen Paraguay.
- Butia matogrossensis Noblick & Lorenzi: Die Heimat ist der Bundesstaat Rio Grande do Sul von Brasilien.
- Butia microspadix Burret: Die Heimat ist das südliche Brasilien.
- Butia noblickii Deble, Marchiori, F.S.Alves & A.S.Oliveira: Die Heimat der erst 2012 neu beschriebenen Art ist Corrientes in Argentinien.
- Butia odorata (Barb.Rodr.) Noblick: Das Verbreitungsgebiet erstreckt sich von Rio Grande do Sul von Brasilien bis Uruguay.
- Butia paraguayensis (Barb.Rodr.) L.H.Bailey: Die Heimat ist Brasilien, Paraguay, Uruguay und das nordöstliche Argentinien.
- Butia poni (Hauman) Burret: Sie kommt in Argentinien vor.[2]
- Butia pubispatha Noblick & Lorenzi: Die Heimat ist das östliche Paraná von Brasilien.
- Butia purpurascens Glassman: Die Heimat ist Brasilien.
- Butia stolonifera (Barb.Rodr.) Becc.: Die Heimat ist das südliche Rio Grande do Sul von Brasilien und das nördliche Uruguay.
- Butia witeckii K.Soares & S.J.Longhi: Die Heimat ist Brasilien.
- Yatay-Geleepalme[3] (Butia yatay (Mart.) Becc., Syn.: Butia missionera Deble & Marchiori, Butia quaraimana Deble & Marchiori): Die Heimat ist der Bundesstaat Rio Grande do Sul von Brasilien, Uruguay und das nordöstliche Argentinien.[2]